# Fie Adamas
Fie Adamas (født 18. november 1949) er en dansk eventmaker og PR-konsulent.
Adamas er uddannet indenfor hotelbranchen og arbejdede som stylist og rekvisitør på flere filmproduktioner, indtil hun i 1980'erne etablerede PR- og eventbureauet Adamas Events, der var Danmarks første af slagsen.